# Мадхиџ
Мадхиџ (арап. مذحج) такође се изговара као Матхиџ је позната и велика кахтанитска арапска династија. Ова династија је учествовала у Исламским освајањима и била главни чинилац у освајању Персијског царства и Иберијског полуострва. Такође се припадници овог племена могу пронаћи у Моселу, Леванту и Иберијском полуострву.

Мадхиџ потиче од човека по имену Мадхиџ који је био један од 10 синова човека по имену Саба, чије је име било "Абду Шамс; али разлог због кога се звао Саба је био то што је био први међу Арапима који су узимали заробљенике. Био је син Јашџуб бин Ја'руб б. Кахтан сина Таимана, син Кајдара, син Исмаила. Шест синова Саба 'таиману (отишао у Јемен):Кинда, Мадхиџ,Ашари,Химјар,Анмар и Азд док су четири сина таша'аму отишли у Шам (Велика Сирија) Џудам Лахм Амила и Гасан.

Исламски пророк, Мухамед је рекао да ће већина људи у Рају бити из Мадххија, Аслама и Гафара.

Ел-Хамдани је 30 пута цитирао Мадхиџ у својој књизи "Сифат Џазират ел Араб: Опис арапског полуострва" као изворна арапска династија са гранама као што су Нуха и Зубаид Руха и Хада (најбољи стријелци међу Арапима) који има познате Историјске личности као што је арапски витез и краљ Јемена Амру бин Ма'ади Јакриб ел Зубаиди ел Мадхиџи који је постао муслиман и Малик Аштар ел Нах'еи блиски пријатељ пророка Мухамеда и војног вође са Али ибн Аби Талиб у бици код Сифина, и чланови племена Мадхиџ касније су се борили против Карматијаца под руководством Абул Ашире у Јемену и Малик ибн Марара а-Рахави, а коментари о књизи Ел Хамданија показују да и даље живе у истим градовима и местима како их је Хамадани описао у својој књизи од 900. године , Пре 1100 година.
Мадхиџ се помиње у натпису Намара, споменику Насридског краља Ал-Хире Имру 'ел-Кајса бин Амар (умро 328.), краљ свих Арапа, који сехвалио да је покренуо напад против Мадхија, досегнувши " Наџран "град Шамара (Химјаритски краљ Шамар Јахриш). Исту причу детаљно спомиње у Вахб ибн Мунабих у својој књизи Преисламска сага и књиге "Књига Крунисаних Химијарских краљева".

Био је пророк од Мадхиџа који се појавио у Јемену у последњој години живота Мухамеда и био је из Анс племена које је било део племена Мадхиџа, а његово име је било Асвад Анси. Свргнуо га је перзсјски гувернер који је прешао на ислам и почео да ради за Мухамеда. Ел-Асвад је имао надимак Ду л'Химар "човек у вео".Неки кажу да је био веома ружан призор када гледате у његово лице.

Пре ислама, припадници племена Мадхиџ су ималисвог властитог идола били су навикли на годишње ходочашће у Каабу пре ислама (Пагански Арапи пре ислама) и правили су Талбију да специфичану за припаднике племена Мадхиџа за тог идол у којем са којим се више пута окружило оло Каабе и изговарали своје Мадхиџ обичај "Талбија Алаху пустити да се Идол стави око Кабе. Арапи кажу да су наследили Кабу од Ибрахима кога су назвали Беит Алах, Бетел ака( Божији дом), али су много касније почели да обожавају идоле а онда су довели идоле у Кабу да благослове своје идоле од Бога.

Име Мадхиџ је пронађено на натпису Намара из 330. године.
Прпадници племена Мадхиџ су описани као копљаници у похвали везаној за њих и то са позитивног аспекта.